# 南召県
南召県（なんしょう-けん）は中華人民共和国河南省南陽市に位置する県。

## 行政区画
- 鎮:城関鎮、留山鎮、雲陽鎮、皇路店鎮、南河店鎮、板山坪鎮、喬端鎮、白土崗鎮
- 郷:城郊郷、小店郷、皇后郷、太山廟郷、石門郷、四棵樹郷、馬市坪郷、崔荘郷